# Мега (телеканал)
МЕГА — украинский научно-познавательный телеканал, входящий в группу Inter Media Group.

## История
Создан 30 мая 2005 года под названием «Мегаспорт».
29 марта 2010 года «U.A. Inter Media Group» решила переименовать спортивный телеканал «Мегаспорт» в «Мега» и изменить концепцию.
С 25 декабря 2016 года вещает в формате 16:9.
В связи с вторжением России на Украину с 24 февраля по 17 апреля 2022 года телеканал круглосуточно транслировал информационный марафон «Единые новости». В эфире отсутствовала реклама.
С 18 апреля 2022 года телеканал возобновил самостоятельное вещание, изменив программную сетку: из эфира исчезли российские программы телеканала «РЕН ТВ».

## Программы собственного производства
- Мистическая Украина
- Гордость Украины
- Смартшоу
- Сокровище.ua
- Наука.ua
- Украина: забытая история
- Война внутри нас
- Поддельная история
- Ты можешь лучше
- Игры патриотов (раньше выходила на канале «Интер» с 2005 по 2006 годы)

## Программы иностранного производства
- Разрушители мифов
- Большие гонки (Первый канал)
- Властелин горы (Первый канал)
- Япона-мать
- Тотальное уничтожение
- Экстремальные ситуации (НТВ)
- В поисках приключений (Россия-1)
- Шнур вокруг света (НТВ)